# Наван
Наван (енгл. Navan, ир. Uaimh) је значајан град у Републици Ирској, у источном делу државе. Град је у саставу округа округа Мид и представља његово седиште и највећи град. То је један од ретких градова чији је назив палиндром.
Број градског становништва је 2006. године износио 3166, док је околног становништва било 21141; укупно 24851 становника. Становништво града и околине је порасла за 28% од 2002, па тренутни број становника, по попису из 2011. броји 28559 становника, чиме је заузео 5. место по величини и 10. највећа урбана насеља, у Ирској.

## Природни услови
Град Наван се налази у источном делу ирског острва и Републике Ирске и припада покрајини Ленстер. Град је удаљен 50 километара северозападно од Даблина. 
Наван је смештен у равничарском подручју источне Ирске. Град се развио на ушћу реке Стари Бојн у реку Бојн. Надморска висина средишњег дела града је 40 метара.
Клима: Клима у Навану је умерено континентална са изразитим утицајем Атлантика и Голфске струје. Стога град одликује блага и веома променљива клима.

## Историја
Подручје Навана било насељено већ у време праисторије. Дато подручје је освојено од стране енглеских Нормана у крајем 12. века. Тада се ту образује трговачко насеље.
Током 16. и 17. века Наван је учествовао у бурним временима око борби за власт над Енглеском. Ово је оштетило градску привреду. Међутим, прави суноврат привреде града десио се средином 19. века у време ирске глади.
Наван је од 1921. године у саставу Републике Ирске. Опоравак града започео је тек последњих деценија, када је Наван поново забележио нагли развој и раст.

## Становништво
Према последњим проценама из 2011. године. Наван је имао мање од 4 хиљаде становника у граду и око 20 хиљада у широј градској зони. Последњих година број становника у граду се повећава, а последњих деценија град је један од најбрже растућих у држави.

## Привреда
Наван је био традиционално занатско и трговачко средиште. Последњих деценија градска привреда се махом заснива на пословању, трговини и услугама.

## Збирка слика
- Трговачка улица
- Стамбена новоградња
- Стари мост
- Богородичина црква у Наваду